# Медник жовтогорлий
Медник жовтогорлий (Nesoptilotis flavicollis) — вид горобцеподібних птахів родини медолюбових (Meliphagidae). Ендемік Австралії.

## Поширення
Вид поширений в Тасманії, на острові Кінг та островах Фюрно. Його природним середовищем існування є помірні ліси, рідколісся, а також прибережні чагарники та верес. Як вологі, так і сухі склерофілові ліси є кращими середовищами існування, а також використовуються інші середовища існування, такі як альпійські евкаліптові ліси та відкриті евкаліптові ліси, прохолодні тропічні ліси, прибережні вереси та чагарники.

## Опис
Це середнього розміру медолюб з відносно довгим хвостом. Загалом він важить близько 31 г, а його середній розмір становить 31 см. Оперення інтенсивно-оливково-зелене у верхній частині, із сріблястою або сіруватою головою та жовтим горлом, тоді як нижня частина сірувата. Очі обрамлені жовтим кольором, краї крил теж жовті. Дзьоб чорний, а очі насиченого рубіново-червоного кольору. Самиці менші за самців, а молодняк схожий на дорослих, але блідіший.

## Спосіб життя
Територіальний птах, досить агресивний щодо інших нектароїдних птахів, яких він переслідує, поки не вижене зі своєї території. Харчується в основному членистоногими, нектаром та іноді фруктами й насінням. Годується поодинці або парами.
Розмноження відбувається з серпня по січень. У шлюбний період самиці переселяються на території самців. Гніздо зазвичай знаходиться на висоті одного метра від землі в невисокому кущі, але іноді вони можуть розташовуватися на висоті десяти метрів від землі серед листя. Гніздо будує самиця з трави, шматків кори, листя і павутини і зміцнює деревними волокнами, вовною і шкірою. Цей вид відомий тим, що отримує волосся для своїх гнізд від живих тварин, таких як коні, собаки або люди. Зазвичай вона відкладає два або три рожеві яйця, а інкубаційний період становить приблизно шістнадцять днів. Самиця сама висиджує яйця, а також вигодовує дитинчат, які залишаються в гнізді приблизно шістнадцять днів. Самець виганяє самицю та молодь, коли вони достатньо дорослі, щоб піти (зазвичай через близько три тижні).